# نیلز توماس
نیلز توماس (انگلیسی: Nils Thomas; ۹ ژوئیهٔ ۱۸۸۹ – ۱ ژانویهٔ ۱۹۷۹) قایقران قایق بادبانی اهل نروژ بود.